# Jan Ingenhousz
Jan Ingenhousz (født 8. december 1730 i Breda, død 7. september 1799 ved London) var en hollandsk naturforsker. 

## Biografi
Ingenhousz kom som ung læge til England, hvor han vandt megen anseelse både som læge, plantefysiolog og fysiker. Efter den morderiske koppeepidemi i den østrigske kejserfamilie i 1767 blev Ingenhousz kaldt til Wien for at inokulere de kejserlige børn. Som løn fik han titel af livlæge med et betydeligt honorar. I 1769 blev han medlem af Royal Society. Som fysiker har Ingenhousz navnlig syslet med elektriciteten og varmelæren. Mest berømte er hans arbejder over grønne planters forhold til luften. Sammen med Priestley må han siges at have begrundet læren om kulsyreassimilationen, idet han fastslog, at belyste grønne planter optager kulsyre og udskiller ilt, medens de i mørke optager ilt og udskiller kulsyre ligesom dyrene. Hans værker herom er Experiments upon Vegetables (1779) og On the Food of Plants (1796). I det sidstnævnte værk fremsattes væsentlig teoretiske betragtninger; de i de mellemliggende år ved Lavoisiers arbejde vundne nye kemiske synspunkter er også udnyttede. Af den grund er det sidste værk lettere læseligt end det første, det egentlige hovedværk.